# Il salvataggio
Il salvataggio, romanzo dei bassifondi (The Rescue, A Romance of the Shallows) è un romanzo di Joseph Conrad pubblicato nel 1920.

## Storia editoriale
Conrad cominciò a lavorare al romanzo nella primavera del 1896, subito dopo il suo matrimonio con Jessie George, ma accantonò il progetto per dedicarsi ad altre opere: Il negro del "Narciso", Giovinezza, Cuore di tenebra e Lord Jim. Riprese il lavoro nel 1897, poi nel 1903 e ancora nel 1918, terminandolo solo nel 1919, ventitré anni dopo averlo iniziato. Il romanzo fu sottoposto dall'autore ad una ultima revisione nel 1920, anno in cui fu infine pubblicato in volume. Costituito da 6 parti e 41 capitoli in totale, fa parte della fase iniziale e finale dello scrittore .
Il romanzo conclude la cosiddetta "Trilogia di Lingard", una serie di romanzi basata sulle esperienze di Conrad a bordo della nave a vapore Vidar, in cui tra i personaggi principali vi è il capitano Lingard. Anche se è stato l'ultimo dei tre romanzi in ordine di pubblicazione, dopo La follia di Almayer (1895) e Un reietto delle isole (1896), gli eventi narrati precedono entrambi. Da notare, comunque, che i tre romanzi non sono il prosieguo l'uno dell'altro.  
Il brigantino in questo romanzo si chiama Lightning, mentre negli altri due romanzi della cosiddetta Trilogia del Capitano Lingard, (La follia di Almayer e Un reietto delle isole), la stessa imbarcazione si chiama Flash. Singolare il fatto che in lingua inglese lightning e flash siano sinonimi per "fulmine, baleno", intendendo Conrad la caratteristica sul mare del velocissimo veliero.
Il personaggio di Tom Lingard è ispirato a un certo William Lingard realmente esistito .
A bordo del Lightning vi è il cane nero di Lingard Rover. Rover è anche il cane del capitano Brierly nel romanzo Lord Jim.
Nel romanzo si nota la profonda conoscenza di Conrad delle parti, delle attrezzature e delle manovre di bordo di un veliero, conoscenza acquisita nei lunghi anni di navigazione come ufficiale e comandante.

## Trama

### Parte Prima - L'uomo e il Brigantino
Il piccolo brigantino armato con cannoni da 8 pollici Lightning con a bordo il Capitano Tom Lingard, il primo ufficiale Shaw e una ciurma di malesi, si trova di fronte a Carimata immobile, sospeso su un mare calmo e senza un alito di vento, allorché a notte inoltrata viene avvicinato da uno iole. A bordo vi sono, Carter, il secondo ufficiale dello yacht armato a goletta Hermit e 4 uomini di equipaggio ai remi, tra i quali George, il nostromo. Carter consegna a Lingard una lettera di richiesta di aiuto. La missiva è dei proprietari del veliero, una coppia di inglesi, lo yacht, con a bordo alcuni uomini di equipaggio, si è infatti arenato su un bassofondo di sabbia e giace immobile.
Lingard dapprima è titubante poiché:
(Traduzione Ugo Mursia: Romanzi della Malesia)
Saputo però che a bordo vi sono suoi connazionali inglesi tra cui anche una donna e che lo yacht si trova in pericolo, trovandosi in una zona infestata da pirati, Lingard ordina di prendere a rimorchio l'imbarcazione a remi contro il parere di Carter, che vorrebbe "incocciare" una nave più grande, magari una cannoniera olandese di passaggio, ritenendola più adatta al soccorso del veliero arenato. Grazie all'arrivo di una brezza marina, il risoluto capitano dirige il piccolo brigantino di 300 tonnellate verso il luogo dove si trova lo yacht a circa 60 miglia di distanza.

### Parte Seconda - La Riva del Rifugio
Alle prime luci dell'alba il brigantino di Lingard avvista lo yacht arenato, che giace immobile inclinato da un lato con i pennoni bracciati, come se stesse navigando di bolina e, dopo una veloce e ardita navigazione tra coralli, scogli affioranti e banchi di sabbia, che desta lo stupore attonito degli occupanti del veliero incagliato, giunge a meno di mezzo miglio da questo, gettando l'ancora alla fonda.
In un flashback un narratore onnisciente ricorda come tempo addietro al brigantino era giunto inaspettatamente a nuoto un valoroso malese di nome Jaffir, si trattava di un servo di Pata Hassim, nipote di uno dei maggiori capi di Wajo (una località della Malaysia), il quale portava al capitano l'anello di Hassim con una richiesta disperata di aiuto. Hassim, sua sorella Immada e alcuni suoi uomini superstiti si trovavano su una spiaggia non lontana, nascosti ai loro nemici che li inseguivano, l'anello indicava a Lingard che la missiva era veritiera.
Il capitano ricorda come tempo addietro egli sia stato salvato dall'intervento propizio di Hassim e dei suoi uomini, allorché fu attaccato da un'orda di selvaggi bellicosi su una spiaggia deserta dove, sceso a terra dal brigantino, si era recato con alcuni dei suoi per cercare un ruscello d'acqua potabile. Ne scaturì un'amicizia profonda che Lingard ricorda con fervore.
Jaffir raccontava inoltre come Hassim tornato in Wajo, aveva trovato il vecchio Rajah Tulla deceduto e un'accesa e sanguinaria disputa per la successione al potere. Egli aveva combattuto valorosamente, ma sopraffatto nel numero era dovuto fuggire con la sorella e alcuni suoi fedeli per scampare alla morte. Ora Hassim chiedeva l'aiuto di Lingard per riprendere il trono spodestato.
Lingard aveva assicurato Jaffir del suo aiuto e nottetempo aveva inviato i suoi uomini a raggiungere gli assediati con la "barcaccia" (la più grande delle imbarcazioni di bordo) e a portarli poi al sicuro dal suo amico Balarab a Darat-es-Salam la cosiddetta "Riva del Rifugio". Balarab è un ex avventuriero arabo ora a capo del villaggio che, ormai vecchio e dopo lunghe battaglie con gli oppressori olandesi, si è ritirato, sconfitto, con i suoi, fanatici, fuggiaschi e reietti, in questa colonia sperduta e fiorente, vivendo in pace. Egli assicura Lingard che aiuterà Hassim nel riprendere il potere su Wajo.
Nel frattempo Lingard, preparando mezzi e uomini per l'impegno e la parola dati a Hassim, aveva acquistato Emma, una vecchia goletta, facendola arenare piena di armi ed esplosivi di fronte al villaggio di Balarab con Jörgenson di guardia. H.G.Jörgenson era l'ex capitano del brigantino a palo Wild Rose, che aveva incendiato per non farlo cadere in mano agli olandesi. Uomo non più giovane ma di indole forte, tenace e bellicosa è l'uomo che Lingard ritiene adatto allo scopo.

### Parte Terza - La cattura
Il capitano Lingard si trova a bordo dello yacht arenato e fa la conoscenza del Sig. Travers, il proprietario del veliero. Tra i due si instaura subito un'accesa antipatia e diffidenza che sfocia in un violento diverbio in cui Lingard viene energicamente invitato a sbarcare dallo yacht...
Lingard aveva cercato invano di mettere in guardia l'altezzoso, ignaro e sprovveduto Travers dal grave pericolo che incombeva su tutti loro per le bellicose popolazioni che vivevano all'interno della costa, pronte a depredare, saccheggiare ed uccidere.
Prima di andare via, Lingard fa la conoscenza del Sig. d'Alcacer, un gentiluomo spagnolo ospite di Travers, preso a bordo del veliero per raggiungere Batavia e dell'affascinante e annoiata Edith, la bionda moglie di Travers.
A bordo dello yacht si consuma il pasto serale e Travers e d'Alcacer, come di consueto, si fanno poi portare a terra da un marinaio per la loro passeggiata notturna sulla candida spiaggia illuminata dalla luna. Lingard, che aveva osservato dal suo brigantino l'allontanarsi di Travers, ne approfitta per avvicinarsi furtivamente allo yacht con il suo dinghy (piccola imbarcazione attrezzata con un albero a prua e vela aurica) e esortare Edith a convincere il marito, per la loro sicurezza, a venire, con tutti gli occupanti dello yacht, a bordo del suo brigantino.
Poco dopo, andato via Lingard, Edith sente un trambusto e un vociare a bordo dello yacht... Carter, trafelato e agitato, comunica alla donna che suo marito e d'Alcacer sono scomparsi, l'uomo andato con la barca a remi a riprenderli sulla spiaggia non li ha più trovati.
Forze antagoniste si battono nel villaggio Riva del Rifugio per spodestare Balarab e prendere il potere, tra questi il giovane fanatico Ningrat e l'infido Tengga, i quali vorrebbero anche depredare lo yacht uccidendone gli occupanti.
Giunge nella località lo sceriffo Daman con i suoi uomini e due imbarcazioni armate. Daman è stato chiamato da Lingard per aiutare  Hassim a riprendere il trono di Wajo usurpato, questi vorrebbe le armi e gli esplosivi a bordo dell'Emma, ma Jörgenson vuole attendere prima l'assenso di Lingard, che si trova sul brigantino e lo sceriffo se ne va irritato e risentito, dicendo a Jörgenson che se lui volesse, potrebbe impadronirsi di tutto il carico senza il permesso di nessuno. Questo evento compromette il rapporto di fiducia tra Daman e Lingard e lo fa invece simpatizzare con i bellicosi Ningrat e Tengga.

### Parte IV - Il Dono dei Bassifondi
Il Dono dei Bassifondi è ... Edith. Lingard rimane letteralmente impaniato dalla bellezza e dal fascino della donna e con il suo aiuto riesce a condurre a bordo del brigantino e a mettere in salvo tutti gli altri occupanti dello yacht arenato, compreso Carter.
A bordo giungono Hassim e la sorella, i quali hanno appurato che i due uomini rapiti sono nelle mani di Daman, ma vivi e incolumi. Lingard decide allora di lasciare Carter al comando del brigantino, ritenendo il suo secondo Shaw inetto allo scopo, e di andare dallo sceriffo per farsi rilasciare i sequestrati, ma Edith insiste per accompagnarlo e si imbarca con lui sul piccolo dinghy. Giunti sottobordo alla goletta Emma, Lingard vorrebbe lasciarvi Edith sotto la protezione di Jörgenson, ma la donna insiste per accompagnarlo, i due proseguono verso l'accampamento di Daman.

### Parte V - Il Motivo d'Onore e il Motivo di Passione
Un narratore onnisciente racconta come si sono svolte le trattative tra Lingard e i capi tribù per il rilascio dei due uomini rapiti, che vengono affidati, ma solo temporaneamente e sulla parola, a Lingard.
Travers è stizzito e adirato e crede che il tutto sia una "farsa" ordita da Lingard per estorcergli denaro. A bordo della goletta Emma, dove sono stati portati Travers e d'Alcacer, vi sono Lingard, Edith, Jörgenson ed alcuni malesi, l'atmosfera è pesante e si è in attesa degli eventi. D'Alcacer nota l'attrazione sentimentale tra Lingard e Edith, che è affascinata dall'uomo, e che il loro rapporto si sta facendo sempre più intimo.
Improvvisamente giunge Jaffir su una canoa, egli porta un messaggio di Carter per Lingard: avendo visto due dinghy armati pieni di minacciosi pirati che si avvicinavano al brigantino, egli ha sparato due colpi di cannone, affondando le imbarcazioni e mettendoli in fuga.
Lingard comprende che il "patto" con Daman e gli altri capi è stato così rotto e l'unica soluzione, onde evitare che un'orda di pirati abbordino la goletta e il brigantino e taglino la gola a tutti, è di riconsegnare i due ostaggi, tenendo fede alla promessa data.

### Parte VI - I Diritti della Vita e il Tributo della Morte
Lingard è così costretto a consegnare i due ostaggi nelle mani di Balarab e, visto il tumulto e l'agitazione degli uomini di Daman e Tengga, decide di rimanere nell'accampamento di Balarab che è protetto da alte palizzate.
A bordo dell'Emma è notte e Edith, visibilmente preoccupata per gli avvenimenti, vorrebbe raggiungere Lingard, con cui ha ormai un rapporto più intimo e con cui si sentirebbe più al sicuro. Improvvisamente giunge con una piccola canoa Jaffir; egli è scampato alla morte inseguito dai pirati che hanno catturato Hassim e la sorella, che ora sono nelle mani di Daman. Hassim, prima di essere sequestrato, è riuscito a consegnare a Jaffir il suo anello da portare a Lingard, il quale capirebbe subito che loro sono in pericolo.
Per Jaffir raggiungere il capitano Lingard nell'accampamento di Balarab sarebbe altamente rischioso, moltitudini di pirati sono sulla spiaggia e nella foresta adiacente, ma a Jörgenson viene un'idea: inviare Edith da sola con l'anello, sperando che i pirati non facciano del male ad una donna bianca e indifesa.
Così, con il favore delle tenebre, due malesi con una canoa incaricati da Jörgenson, sbarcano silenziosamente Edith sulla spiaggia e poi si dileguano nel buio. Edith, pur terrorizzata, affronta con coraggio e determinazione il breve percorso per raggiungere Lingard, il quale riesce a mettere in salvo la donna e a stringerla tra le sue braccia.
Edith non rivela però all'uomo di essere portatrice dell'anello, temendo che ciò possa allontanarlo da lei e anche distoglierlo dal salvare i due ostaggi. Più tardi Lingard, esausto, si addormenta sulle gambe di Edith.
Alle prime luci dell'alba, uomini di vedetta di Balarab scorgono la goletta Emma circondata da numerosi prau (barca a vela multiscafo tipica delle regioni della Malesia), con a bordo nugoli di pirati. Lingard non comprende come Jörgenson non reagisca sparando bordate sulle imbarcazioni.
A bordo dell'Emma si consuma la tragedia: sulla nave salgono Daman e Tengga con gli ostaggi Hassim e Immada. Essi vogliono accordarsi con Jörgenson e pretendono la consegna di tutte le armi e gli esplosivi di bordo. Il vecchio capitano finge di acconsentire, ma si reca velocemente sottocoperta e, sprezzante della sua vita e delle altre persone a bordo, fa saltare in aria la goletta dando fuoco ai barili di polvere da sparo. La fragorosa esplosione manda letteralmente in pezzi la nave, affondando anche i prau e uccidendone gli occupanti. Balarab ne approfitta inviando i suoi uomini a uccidere i superstiti e incendiare i loro accampamenti sulla spiaggia.
Travers e d'Alcacer vengono poi finalmente liberati e condotti con Edith sullo yacht, che Carter era riuscito a liberare dal banco di sabbia che lo teneva incatenato.
Lingard a bordo del suo brigantino, sconvolto per la morte di Hassim e della sorella di cui si sente responsabile, viene informato da Carter che Jaffir, seppur gravemente ferito dall'esplosione, è a bordo e vuole parlargli. In punto di morte il valoroso malese chiede a Lingard dell'anello, che egli non ha mai ricevuto da Edith, ma aggiunge che Hassim, ancora vivo, gli confermava la sua eterna amicizia, non serbandogli rancore per ogni futuro evento. Jaffir spira sereno per aver portato la missiva a Lingard e poi viene seppellito sulla spiaggia.
Lingard fa consegnare una lettera a Edith, chiedendole un ultimo incontro sulla spiaggia. La donna acconsente e d'Alcacer la porta con una piccola canoa al luogo dell'appuntamento, se poi ella vorrà tornare a bordo dello yacht, dalla spiaggia farà un cenno con un fazzoletto bianco.
I due si incontrano e chiariscono la faccenda dell'anello, Lingard aggiunge che anche se avesse ricevuto il monile non avrebbe potuto far nulla per evitare il disastro accaduto, dopodiché rimane assorto e pensieroso sulla tomba di Jaffir. La donna si allontana e, facendo il segnale convenuto, viene ripresa a bordo dello yacht.
Carter, ormai conquistato e attratto dalla risoluta e forte figura di Lingard, rimane in servizio come primo ufficiale a bordo del Lightning, mentre Shaw preferisce imbarcarsi come secondo sull'Hermit.
Le due navi salpano, ma appena fuori delle secche e in mare aperto, Lingard nella sua cabina, ordina a Carter di mettere le gabbie "a collo" (le vele prendono il vento di prora facendo indietreggiare o restare ferma la nave), lo yacht si allontana e non appena Carter avvisa il capitano che il veliero non è più in vista, Lingard gli ordina di "portare" le gabbie (le vele prendono il vento di poppa e la nave avanza) e il brigantino inizia a abbriviare:
"Più a sud che poteva... volete indicarmi la rotta per stanotte, signore" (risponde Carter)
Le labbra di Lingard tremarono prima di parlare, ma la sua voce fu calma
"Governa per Nord"»

## Personaggi
- Tom Lingard, capitano del Lightning, soprannominato dagli amici Tom dagli occhi rossi e dagli indigeni Re Tom

- Il primo ufficiale Shaw

- Wasub, il Serang (nostromo)

- Sali, il timoniere

- La ciurma del Lightning:

il Tindal (secondo del nostromo), il Kassab (magazziniere),  Bedroon (marinaio)
- Carter, secondo ufficiale del'Hermit

- George, il nostromo del'Hermit

- John, un marinaio dell'Hermit

- Il sig. Travers (Don Martin), proprietario del'Hermit

- Edith Travers, moglie di Travers

- Il sig. d'Alcacer, ospite di Travers

- Pata Hassim e la sorella Immada, nobili, nativi di Wajo (Malaysia)

- Jaffir, il servo di Hassim

- Jörgenson, il vecchio capitano del Wild Rose

- Balarab, arabo, ex avventuriero, capo del villaggio, buon amico di Lingard

- Ningrat, Sentot e Tengga, pirati malesi che vorrebbero spodestare Balarab

- Daman, lo sceriffo, capo di una tribù di pirati "amico" di Lingard

## Breve Analisi
Il capitano Lingard si identifica quasi fisicamente con il suo brigantino che considera come una forma vivente, docile e ubbidiente ai propri ordini. La promessa fatta ad Hassim e a sua sorella Immada, di aiutarli cioè a riprendere il loro trono usurpato a Wajo, viene messa a repentaglio dal complicato rapporto che nasce tra il capitano e l'affascinante, annoiata signora Travers, della cui bellezza il rude marinaio rimane letteralmente impaniato.
Il tema principale del romanzo, come del resto in tutte le opere di Conrad, non è la descrizione pittoresca della natura e dei paesaggi, né l'accurata descrizione delle manovre di bordo o delle azioni avventurose e temerarie dei personaggi, bensì le riflessioni interiori di questi e l'osservazione psicologica della loro interiorità rappresentata da sentimenti, angosce, paure e desideri prodotti dal pensiero.

## Edizioni
- Il soccorso, trad. di T. Gasperi Campani, Bemporad, Firenze, 1931
- Il salvataggio, trad. di Luigi Biagi, saggio introduttivo di Virginia Woolf, Bompiani, Milano, 1958
- Il salvataggio, trad. di Renato Prinzhofer, in Romanzi della Malesia, a cura di Ugo Mursia, introduzione di Elio Chinol, Mursia, Milano, 1968
- Il salvataggio, trad. di Renato Prinzhofer, Newton Compton, Roma, 1997 ISBN 888183698X
- Il salvataggio, trad. di Fabrizio Pasanisi, prefazione di Ernesto Ferrero, saggio di Dario Pontuale, Nutrimenti, Roma, 2014 ISBN 9788865943250